# 乐陵市
乐陵市是中华人民共和国山东省下辖的县级市，由德州市代管，地处山东省北部，毗邻河北省。总面积为1172平方公里。市人民政府駐市中街道湖滨东路99号。

## 地理位置
乐陵市位于山东省西北部，北纬37°26′—37°52′、东经117°21′—117°56′之间。北以漳卫新河为界，与河北省南皮县、盐山县相邻，东毗庆云县，东南与阳信县相接，南邻商河县，西南与临邑县、陵城区接壤，西临宁津县，是山东省的北大门和主要进京门户，素有“齐燕要塞”“鲁冀枢纽”之称。全境南北最长48.1公里，东西最宽39.3公里，总面积1172.7平方公里。市区位于市境东北部，西南距德州市政府驻地110公里，南距济南市127公里，北距北京市328公里。

## 地形与地貌

### 地貌
乐陵市系华北平原的一部分，由黄河冲积而成。地势平坦，海拔（黄海高程）10米至12米左右，自西北向东南逐渐降低，地面坡降为1/8000至1/10000。市城区北部的大孙、黄夹、西段、朱集4个乡（镇）地势高亢，大孙乡素有“西北高原”之称，最高点高程13.70米；市东南部的铁营镇，地势低洼，铁营洼中心高程仅6.30米，为全市最低点。市境内地貌形态，由古黄河的泛滥变迁所决定。根据地貌成因和形态相结合的原则，可分为河滩高地、缓平坡地、浅平洼地、背河槽状洼地和决口扇形地5个类型。

### 河流
乐陵全境均属于海河流域，境内主要河流有漳卫新河、马颊河、德惠新河。漳卫新河由大孙乡簸箕武家村入境，于朱集镇郭家村出境，乐陵段长34.4公里，控制流域面积200.5平方公里。马颊河由化楼镇杨庵村入境，于铁营镇王滩子村出境，乐陵段长43公里，控制流域面积821.1平方公里。德惠新河由郑店镇小宋村北入境，于铁营镇大白张村东北出境，乐陵段长35公里，控制流域面积134.6平方公里。其中漳卫新河和德惠新河为人工开凿的泄洪河。

## 自然资源与环境

### 土地
乐陵市土地总面积117306.16公顷，全市土地利用现状为：农用地85463.84公顷（其中：耕地73528.70公顷，园地7408.79公顷，林地4526.35公顷），建设用地18188.1公顷，未利用地3148.48公顷。

### 水
主要为引黄和大气降水形成的地表径流。气候水形成地表径流多年平均深49.5毫米，径流量每年0.58亿立方米。2019年，年降水量564.2毫米。2019年引黄量10646万立方米，是地表水和地下水的主要补给源之一。

### 植物
乐植物资源中，粮食类以小麦小麦、玉米为主，高粱、大豆、番薯等次之，黍、紅豆、绿豆等小杂粮有少量种植。瓜菜类有西瓜、甜瓜、脆瓜、黄瓜、丝瓜、南瓜、冬瓜、西芦、白菜、大蒜、韭菜、茴香、茄子、芹菜、菠菜、油菜、芸豆、扁豆、西红柿、葱头等。油棉类有棉花、芝麻、花生、大豆、向日葵、蓖麻等。水生植物类水生高等植物有藕、苇、蒲草等，水生低等植物有浮萍、小叶菜、小茨藻、马来、眼子芽等。林木类主要有杨、柳、榆、桐等用材树和枣、梨、苹果、桃等果木树。另外植物类药材资源有赤芍药、藕节、山药、花粉、茅根、芦根、莲子、车前子、菟丝子、苍耳子、蛇床子、蓖麻子、枸杞子、甜瓜子、冬瓜子、葱子、韭菜子、柏子仁、王不留、丝瓜络、小茴香、硬蒺藜、杏仁、桃仁、麻仁、槐角、莲房、花椒、苦地丁、马齿苋、蒲公英、青蒿、茵陈、薄荷、荷梗、大蓟、小蓟、槐米、槐花、菊花、莲须、月季花、金银花、西瓜皮、冬瓜皮、石榴皮、椿根皮、桑白皮、合欢皮、荷叶、桑叶、桑枝、松节、大青叶、侧柏叶等。

### 动物
野生动物主要有狐、兔、獾、鼠、黄鼠狼、蝙蝠、鹰、乌鸦、喜鹊、麻雀、啄木鸟、猫头鹰、燕子、鹌鹑、布谷鸟、娄鱼、鲫鱼、鲤鱼、泥鳅、草鱼、鳝鱼、黑鱼、蚌、虾、蟹、鳖、蜂、蝶、蜻蜓、蝉、蟋蟀、蜘蛛、萤、蚯蚓、蜣螂、蝈蝈、蚂蚱、蝼蛄等。饲养动物主要有牛、马、驴、骡、猪、羊、貂、狗、猫、兔、梅花鹿、鸡、鸭、鹅、鸽、蚕、蜜蜂等。另外动物类药材资源有土元、鳖头、鳖甲、桑蛸、蝉蜕、水蛭、虻虫、蛴螬、胎盘、壁虎、驴皮、蜂蜜、大将军、鸡内金、刺猬皮、地龙等。

## 历史
乐陵地区人类居住历史久远。据五里冢和惠王冢遗址出土文物证明，早在4千多年前，即有氏族部落聚居生息。历代隶属屡更，县治数迁。尧、舜、禹时期，属古兖州域。夏、商属青州，“乐陵地”（未置县前，“乐陵地”，指今乐陵地域，下同）属其域。西周属幽州，“乐陵地”在其境之中部。东周属齐国，春秋、战国时期，当齐燕交界处。秦为济北郡地，属厌次县，“乐陵地”当其北境。汉高祖五年（公元前202年）置乐陵县，为都尉治，属青州刺史部平原郡。东汉初治同西汉。至公元220年（建安二十五年）置乐陵郡，县随郡徙。三国改郡为乐陵国，治厌次（今阳信县邵城洼），县属之。晋属乐陵郡。北魏初属义兴郡，后改属沧州乐陵郡。隋郡属屡更。唐属棣州，后改属沧州。宋属河北东路沧州景城郡。明清时，乐陵县历属武定州、武定直隶州、武定府。民国初，全国废府，属山东省。1914年6月，属济南道。1920年代，属武定道。抗日战争时期，乐陵沦陷，但在中国共产党领导的敌后战场上，1938年月属津南专区，1944年属渤海行署一专区。1944年8月27日，八路军山东军区渤海军区第1军分区、3军分区部队在秋季攻势战役中，收复乐陵县城，接受伪军的一个中队反正。这是中国军队较早收复的县城。1948年，改属沧州专区。
1949年，属山东省沧南专区。1950年，沧南专区与洛北专区合并为德州专区，县属之。1956年，德州专区撤消，改属惠民专区。1958年12月，乐商合并，定名商河县，属聊城专区。1959年9月，改属淄博专区。1960年1月，改名乐陵县。治所仍在商河。1961年9月1日，乐商分县，乐陵县治所回原址今县城，属德州专区。1967年，属德州地区。1988年9月1日，经国务院批准，撤销乐陵县，设立乐陵市（省辖县级市），仍属德州地区代管；1995年2月17日，德州地区撤销，设立德州市，乐陵市由德州市代管。

## 人口
截止2019年末，户籍人口为72.21万人。
2020年末，根據第七次全国人口普查显示：乐陵市常住人口数为559166人，性别比101.00。

## 行政区划
1762年（清乾隆二十七年）《乐陵县志》载：乡图之制，始于明洪武十四年，全县设5乡，乡下设图，计56图，图下分约，每约领10余村。至清乾隆年间分为东西南北4路。1908年（光绪三十四年），改路、约为区、约，全县设17个区115个约，辖952个村。1912年（民国元年）至1928年（民国17年），全县并为11个区，115个约，辖967个村；1929年至1937年并为8个区，设80个乡，辖926个村。
抗日战争初期沿用以上区划，1940年至1945年，为适应抗日战争的需要，将乐陵三区（东辛店）的82个村，划为庆云县一区，将旧县至乐陵、乐陵至郑店旧公路以东的村子，分别先后划为靖远县一、二、三、七区和阳信县的六、九区；西北部乐陵八区杜寺以西的15个村划归鬲津县六区。同时将盐山县的沙泊张、虎皮马、兴隆淀以南和南皮县的风翔、刁公楼以南30个村子划为乐陵一区；将宁津县的银相公、红庙、刘集、东西葛勇以东的192个村子划为乐陵县新四区。此时，乐陵县曾分别先后划为7个、6个、5个、4个游击区。至1945年11月，全县划为10个区，以区驻地命名为：城关区、茨头堡区、黄夹区、杨盘区、于大帮区、王寨子区、兴隆镇区、朱集区、胡家区、花园区。至1947年增设旧县区。
在抗日战争和解放战争初期，区以下曾先后设乡（中心村）、小工作区、梅花区。1948年建乡，全县设11个区、106个乡，辖921个村。1952年，以津河（今漳卫新河）为界，河以北的旧县等28个村镇，划归盐山县，乐陵县划为10个区、81个乡，辖893个村。
1956年，由德平县划入145个村，增设河刘区，撤消兴隆镇区，全县仍划为10个区，并为42个乡，辖555处农业生产合作社。1958年1月，撤区并乡，划为26个乡，辖562处农业生产合作社。同年9月，又并为11个乡，同月，改建为人民公社，辖550个生产大队。同年12月，乐陵县与商河县合并为商河县。1960年1月，改商河县为乐陵县，全县划为20个人民公社、1处农牧场、辖186个管理区、650个生产大队。1961年商、乐分县，全县划为10个公社，辖80个管理区，988个生产大队。1965年撤消管理区，划为26处公社，辖1055个生产大队。
1983年底，改公社为乡（镇），撤消生产大队，建立村民委员会，全县26个乡（镇），辖1063个村民委员会。
1990年1月1日，商河县的奎台乡划归乐陵市管辖，全市有27个乡（镇）1101个村。
1993年12月10日，撤销乐陵市王寨子乡，将其行政区域并入杨安镇；撤销乐陵市大徐乡，将其行政区域并入朱集乡。
1996年12月25日，撤销乐陵市朱集乡，设立朱集镇（鲁政函民字〔1996〕58号）批复。至此，乐陵市辖5个镇、20个乡：城关镇、黄夹镇、孔镇、杨安镇、朱集镇、郭家乡、三间堂乡、西段乡、胡家乡、杨家乡、大孙乡、茨头堡乡、杨盘乡、丁坞乡、张桥乡、化楼乡、张屯乡、郑店乡、王集乡、花园乡、刘武官乡、铁营乡、寨头堡乡、双庙赵乡、奎台乡。
2000年2月，经山东省人民政府批准，在城区东北部和西部设立省级经济开发区。
2006年6月，在城区西部设立高新技术产业园。2011年12月，高新技术产业园、西城街道划入经济开发区，为区政合一管理模式。
2000年6月15日，乐陵市撤销城关镇，以原城关镇的行政区域设立市中街道；撤销胡家乡，以原胡家乡的行政区域设立胡家街道；撤销双庙赵乡，以原双庙赵乡的行政区域设立云红街道；撤销郭家乡，以原郭家乡的行政区域设立郭家街道；撤销三间堂乡，将其行政区域并入朱集镇；撤销杨家乡、茨头堡乡，将其行政区域并入黄夹镇；撤销丁坞乡、杨盘乡，合并设立丁坞镇；撤销花园乡、刘武官乡，合并设立花园镇；撤销郑店乡、王集乡、奎台乡，合并设立郑店镇；撤销化楼乡、张屯乡，合并设立化楼镇；撤销张桥乡，将其行政区域并入孔镇。
2006年8月，设立西城街道，由市中街道的赵洪都、姑子庵、西小李、张枝梅、潘家、路家、梅张、高家、石家、田卯、五里朱、宋油坊、张北溪、河沟张、七里店、毛东、毛西、贾庵、东刘行、西刘行20个村组成。
2007年3月设立东城街道，由市中街道的东关、东巷子、西巷子、大李、大郑、三里庄、四里庄7个村组成。2011年12月撤销，7个村复归市中街道管辖。
2010年6月，撤销铁营乡，设立铁营镇。
2019年12月，乐陵经济开发区管委会顺利完成体制机制改革，社会事务管理职能和开发区运营职能全部剥离，围绕开发区高质量发展，重新确定了新的权责事项。
至2019年末，辖市中街道、胡家街道、云红街道、郭家街道、杨安镇、朱集镇、黄夹镇、丁坞镇、花园镇、郑店镇、化楼镇、孔镇、铁营镇、西段乡、大孙乡和寨头堡乡。

## 交通
- 339国道过境。
- 京沪高速
- 德大铁路
- 其中京沪高速在乐陵境内与S12滨德高速交汇。德大铁路仅穿过乐陵南部的郑店镇，并未设置车站，邻近的车站为中国铁路济南局集团管辖的商河站

### 公共交通
乐陵未覆盖轨道交通。公交车线路以市区为中心覆盖各村镇，以及开设有从乐陵影视城到德州市区的K912城际公交线路。

## 产业

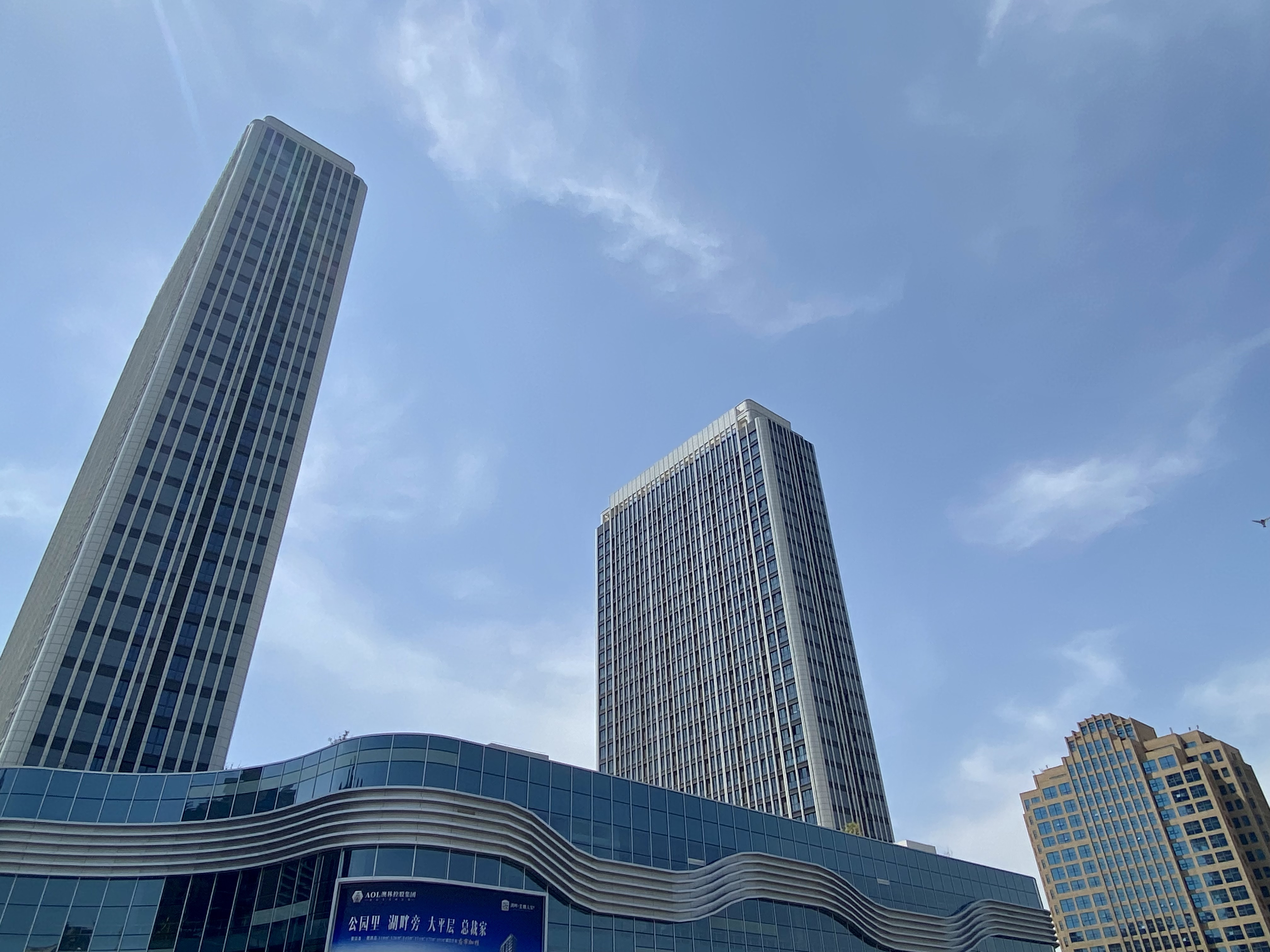
乐陵市城市商务区

乐陵近年发展招商引资工作，尝试引入工业厂商进驻，市区另有专门为厂商划分的工业开发区。乐陵比较大型的企业有：国强五金科技公司、金麒麟集团、希森三和集团、金藏煌药业、泰山体育产业集团、乐陵市芳纶化工有限公司等。
2024年投入使用的乐陵影视城陆续拍摄了《国色芳华》、《唐探1900》等影视作品，带动了影视拍摄和旅游等周边产业。2025年限时开放的“唐探”电影主题拍摄基地吸引游客人数单日突破2万人，形成了影视、旅游产业集群。

## 文化与教育
根据2019年《乐陵市国民经济与社会发展报告》显示，2019年，全市共有学校375处，其中小学104处，普通初中14处，九年一贯制学校13处，高中3处，职业中专2处，特殊教育学校1处，在校生103974人，教职工8052人。其中高中包括乐陵一中、乐陵二中、民生高中。
文化事业蓬勃发展。公共文化服务高点定位，积极推动乡村文化振兴“新模式”。以丁坞镇为试点实施“五有十个一”建设模式，在全市16个乡镇街道办事处全面实施，16处乡镇综合文化站，490个综合性文化服务中心全部提档升级。市文化馆、图书馆已在16个乡镇街道建成分馆，市图书馆在市区建成5个图书馆分馆。文化馆建立起市、乡、村三级文化志愿者网络联系平台，实现了信息、资源、人才共享。建设文化活动载体，目前乐陵市11个乡镇建有特色展馆，5个建有文化礼堂，3个建有农耕文化体验园（区）。2019年新增庄户剧团1个，农民画专业村1个，编织专业村1个，乐器制作专业村1个。新“三馆”建设项目顺利开工，年底前主体完工。
群众性文化活动丰富多彩。组织参加德州市2019年元宵节民间文艺汇演，获优秀组织奖和表演二等奖。市河北梆子剧团送戏下乡演出800余场次，庄户剧团演出100余场，送电影8000余场，“一个人、一本书、一个故事”全民阅读讲述活动登台讲述40余场次。小枣节期间，先后举办了文庙祭孔“释菜礼”、中国（乐陵）金丝小枣文化旅游节开杆仪式、长桌宴、市文化旅游暨健康产业发展论坛、庆中秋拜月大典等系列活动。营造浓厚的节日氛围，也传承和弘扬了中华民族优秀传统文化，打造乐陵市“嫦娥故里”这一重要的文化品牌，丰富了乐陵市人民群众精神文化生活。
广播、电视事业有序发展。2019年，全市有广播电台1座，电视台1座；广播播出节目套数22套，平均每日播音时间17小时；电视节目套数3套，平均每天播出时间18小时。有线电视用户3.7215万户，通有线广播电视的自然村1085个，广播、电视人口覆盖率分别都达到100%。
卫生事业稳步发展。2019年，全市共有公立医疗卫生机构25个，民营医院6家，社区卫生服务站7家，城区诊所35家，村卫生室380家，卫生技术人员3662人，其中，执业医师（执业助理）1378人，注册护士1263人，乡村医生818人，其他技术人员405。
体育事业健康发展。2019年，全市拥有运动场所476处，其中大型体育场馆2处，篮球场252处，乒乓球活动室281处，全年举办运动会22次，其中职工运动会9次。

### 乐陵一中
乐陵一中是乐陵教育发展的缩影。2020年，本科升学率82.6%，为德州第二位，其中重点本科上线683人。2021年，本科上线1823人，为德州第二。重点上线717人，为德州第三。其中，双一流高校约140人，为德州前列。

### 文体设施
乐陵市建设有多种多样的文体设施。市内设有市民图书馆（三馆建设之一）、市民体育场所、工人文化宫等，满足市民的文化需求。

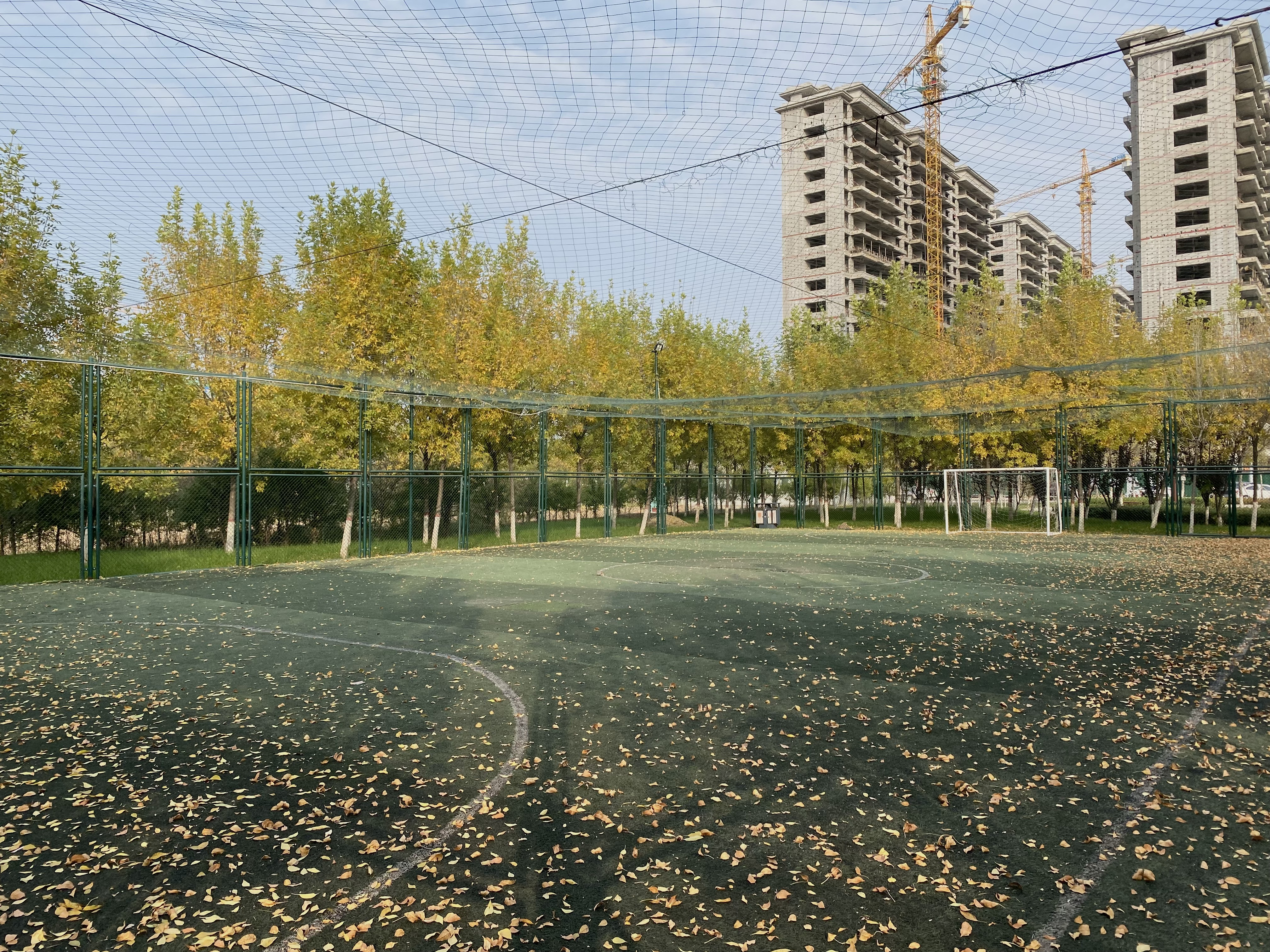
市民小型足球场
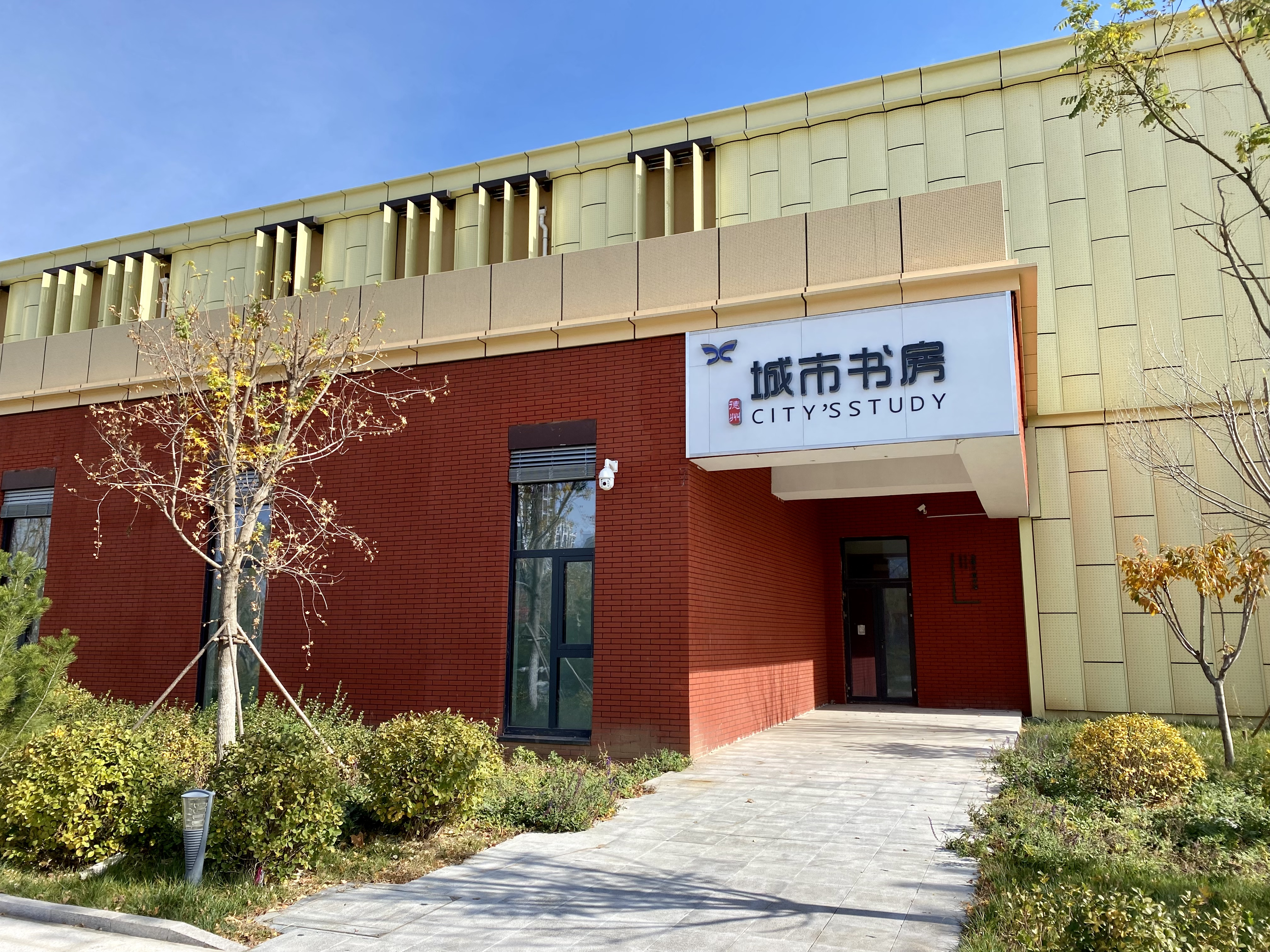
市民图书馆城市书房

## 醫療
- 樂陵市人民醫院

## 特产
乐陵市处于平原地区，传统农业占主导地位。乐陵盛产金丝小枣，并在乡镇区域种植有大片枣林。由金丝小枣深加工制成的枣产品众多，比较著名的有枣花蜜、枣糕、枣露（枣饮料）等。

### 金丝小枣

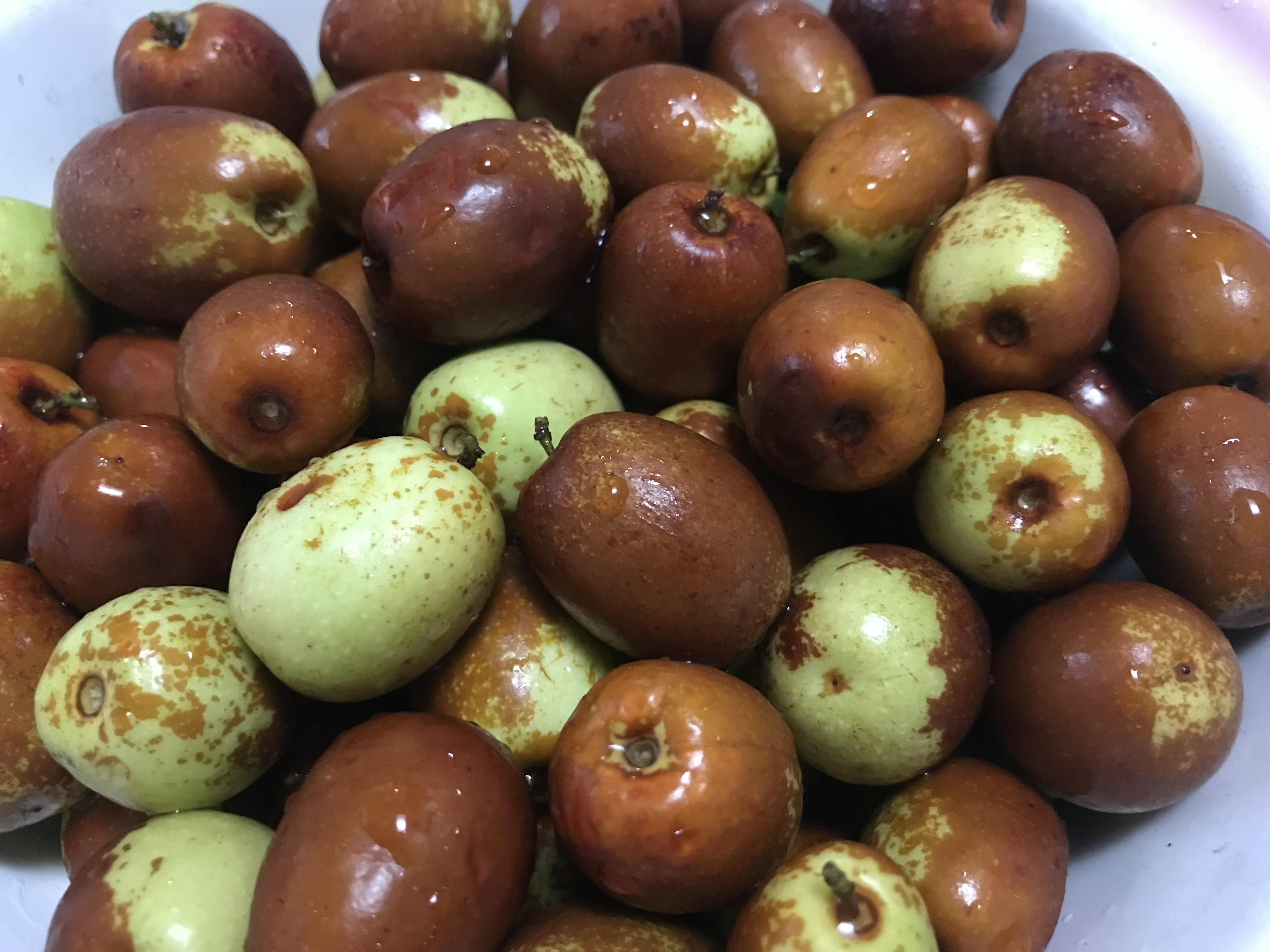
乐陵金丝小枣

始于春秋，兴于魏晋，盛于明清。乐陵金丝小枣品质优良，皮薄肉厚，核小色美，肉细汁多。晒干的金丝小枣掰开后，能看见果肉间有缕缕金丝，故名“金丝小枣”。北魏贾思勰在《齐民要术》中对乐陵小枣有详细记述，明朝知县王登庸“劝民种树”，清乾隆皇帝曾给杜刘尹村一颗枣树挂过“枣王牌”，清朝知县张大成建“枣林书院”请名师主讲。乐陵小枣现有100多个品种，乐陵市被命名为“中国金丝小枣之乡”“金丝小枣原产地”。2014年12月，获得全国农产品地理标志认证，成为德州市第3个获得农业部登记保护的产品。

## 饮食
由于盛产金丝小枣，本地人的饮食中常见小枣制品。春节时常吃黄面鸡，是一种本地的特色鸡肉菜品，也有用同样工艺制作的黄面羊肉等。

## 旅游
- AAAA景区：乐陵千年枣林景区
- AAA景区：乐陵影视城[7]
- 博物馆：冀鲁边区革命纪念馆、金丝小枣博物馆、乐陵调味品博物馆[8]

## 方言
乐陵的传统方言为冀鲁官话，语音偏重鲁西北地区方言，并接近河北方言。

## 城市图片

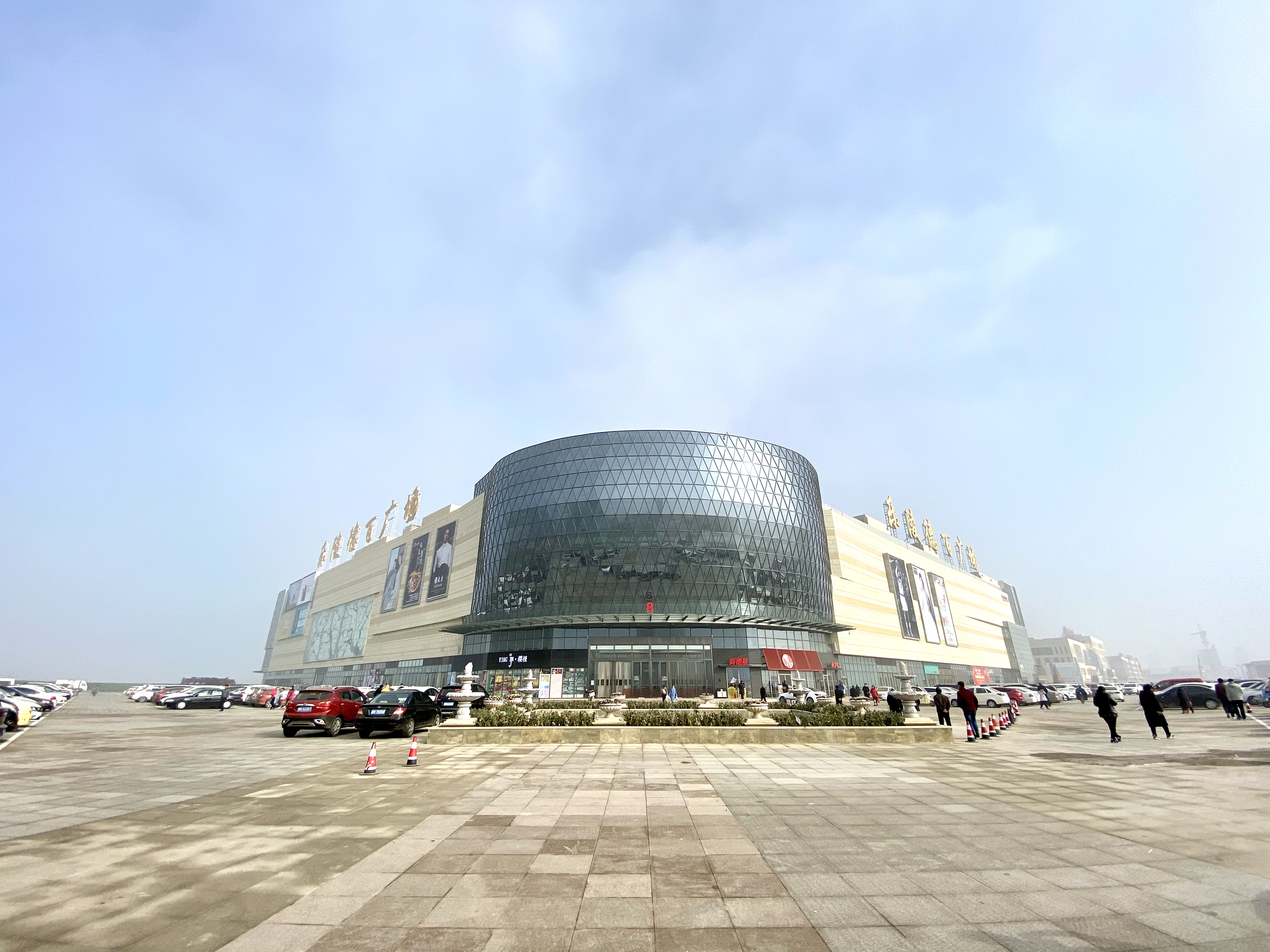
德百购物中心
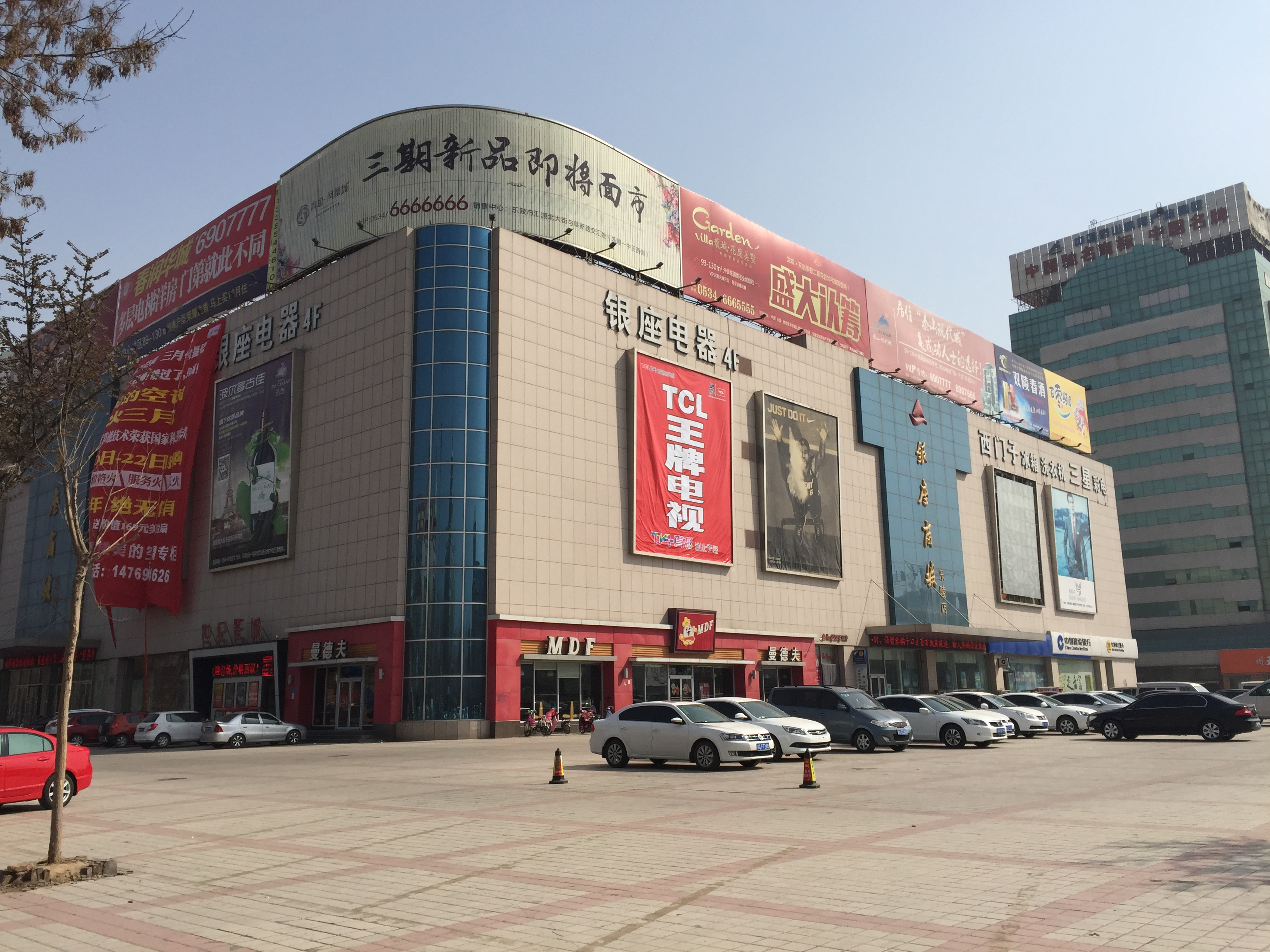
银座商城
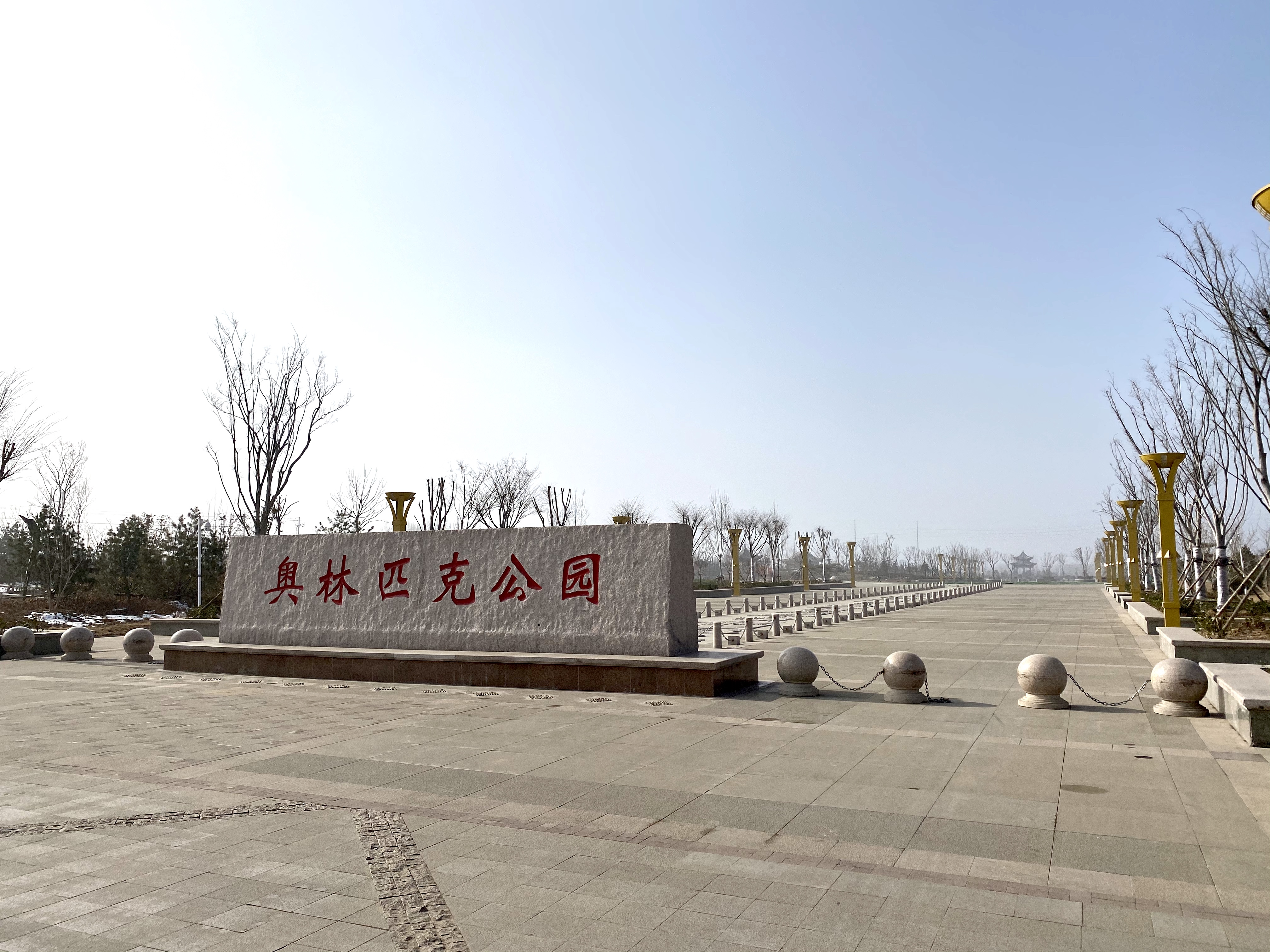
奥林匹克公园
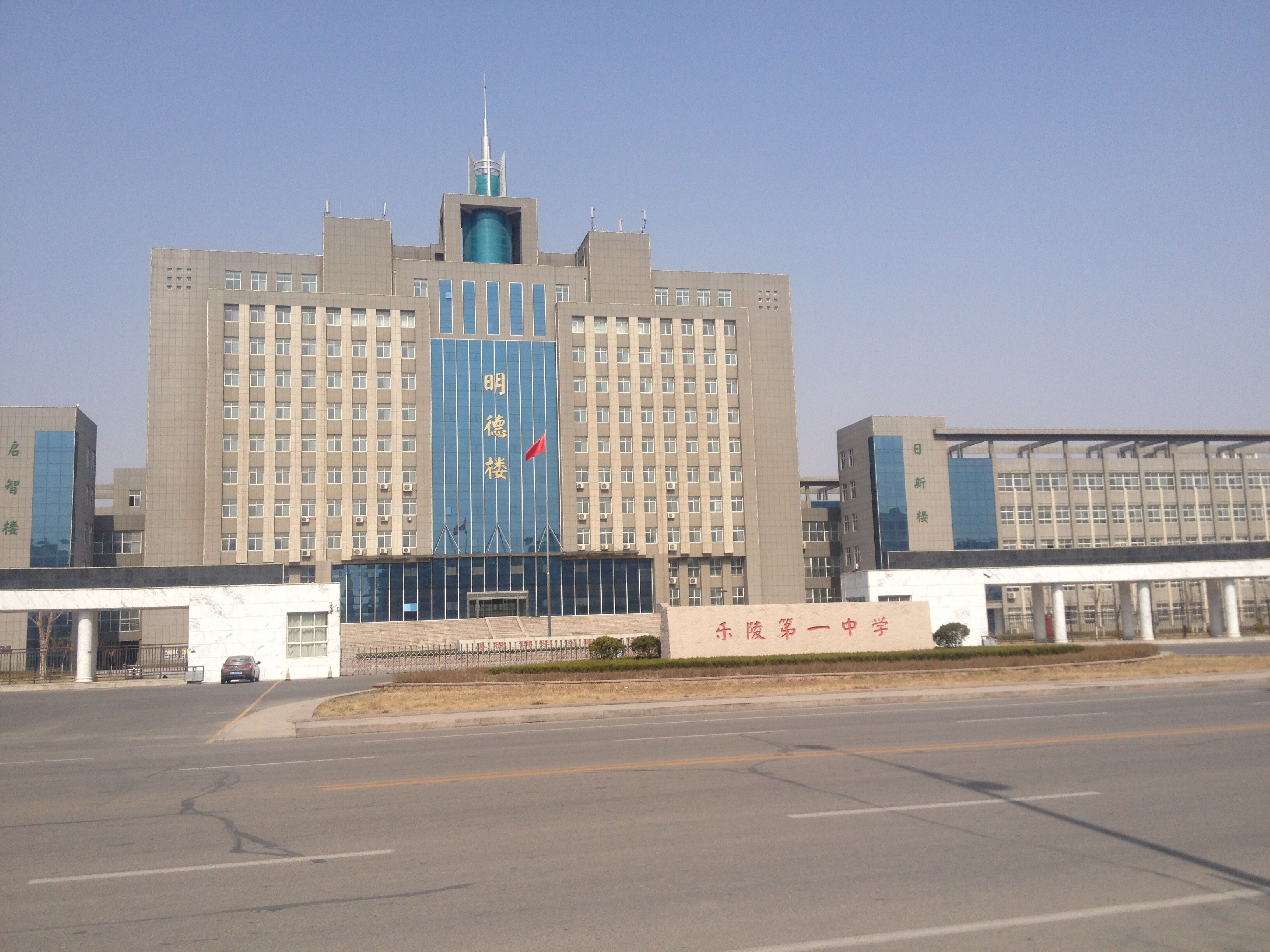
乐陵第一中学
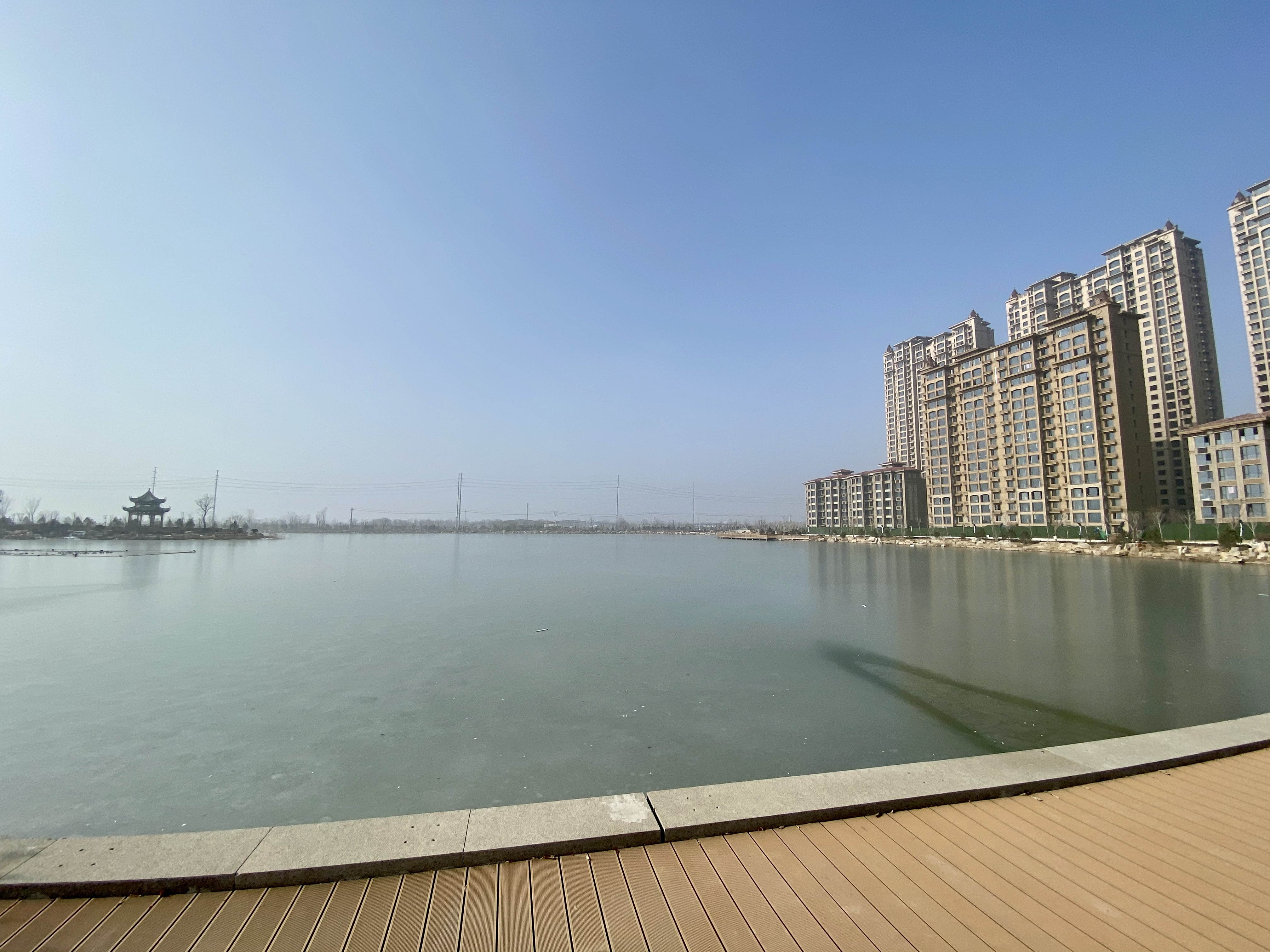
居民区
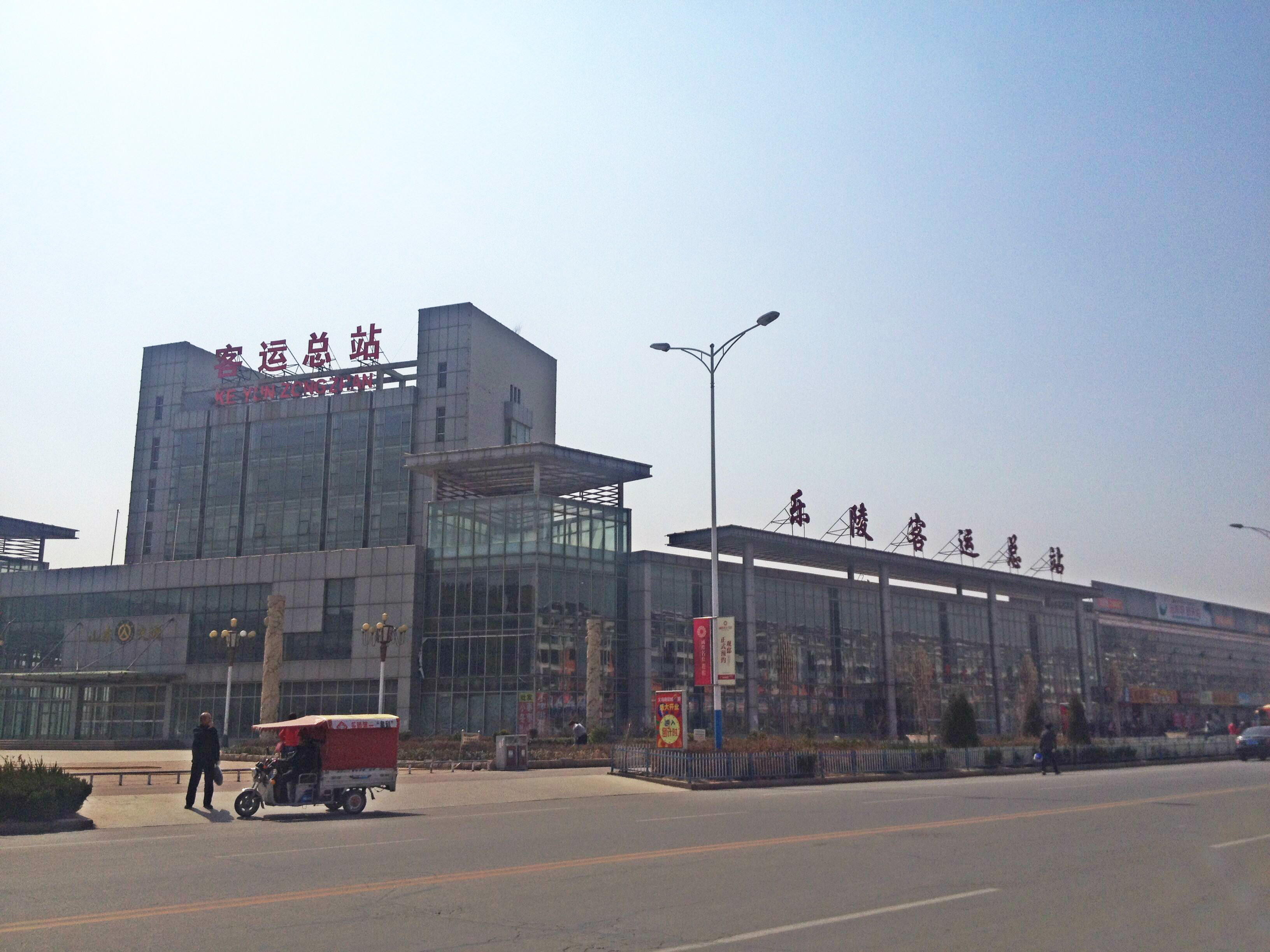
客运总站
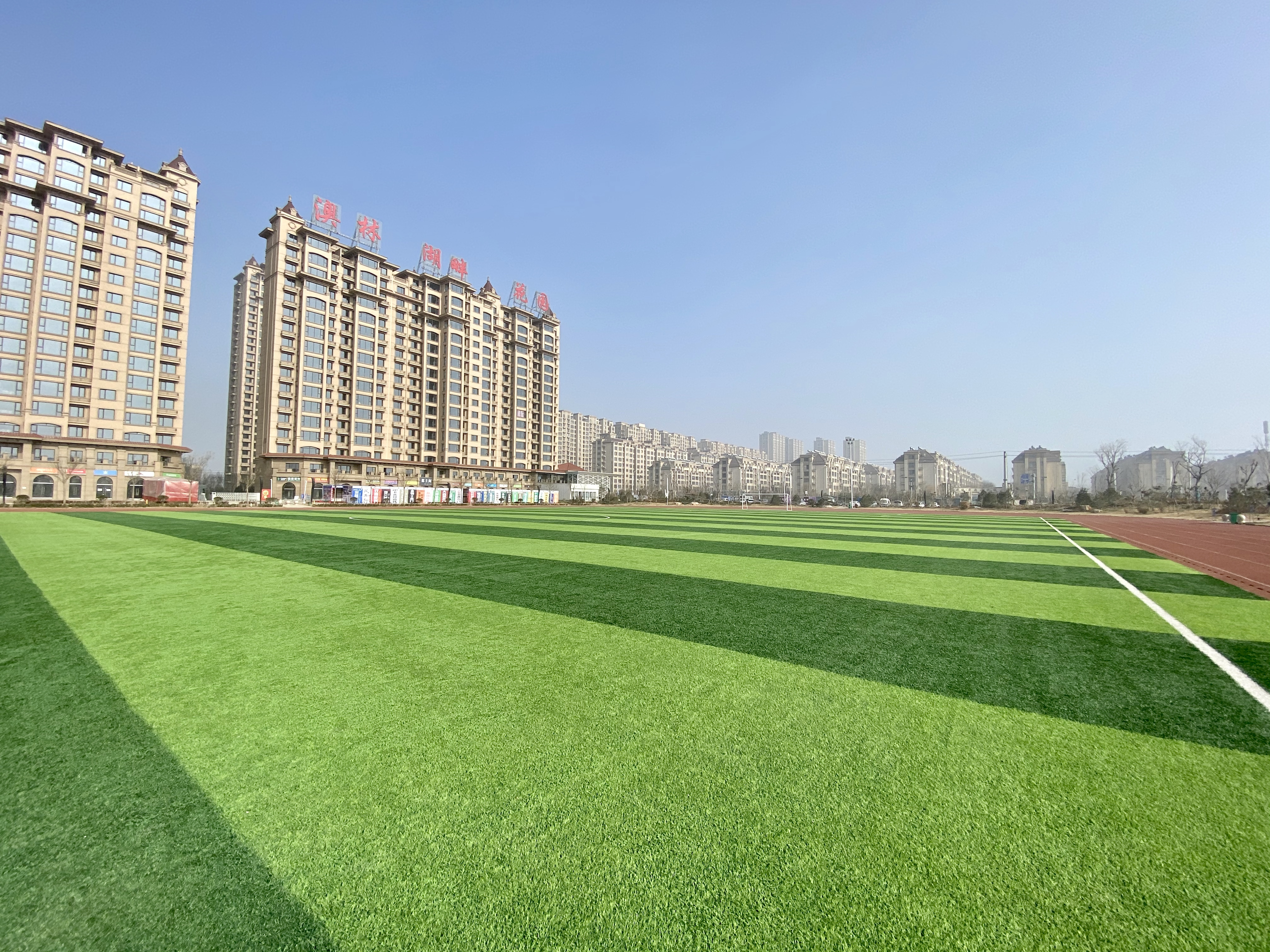
市民足球场
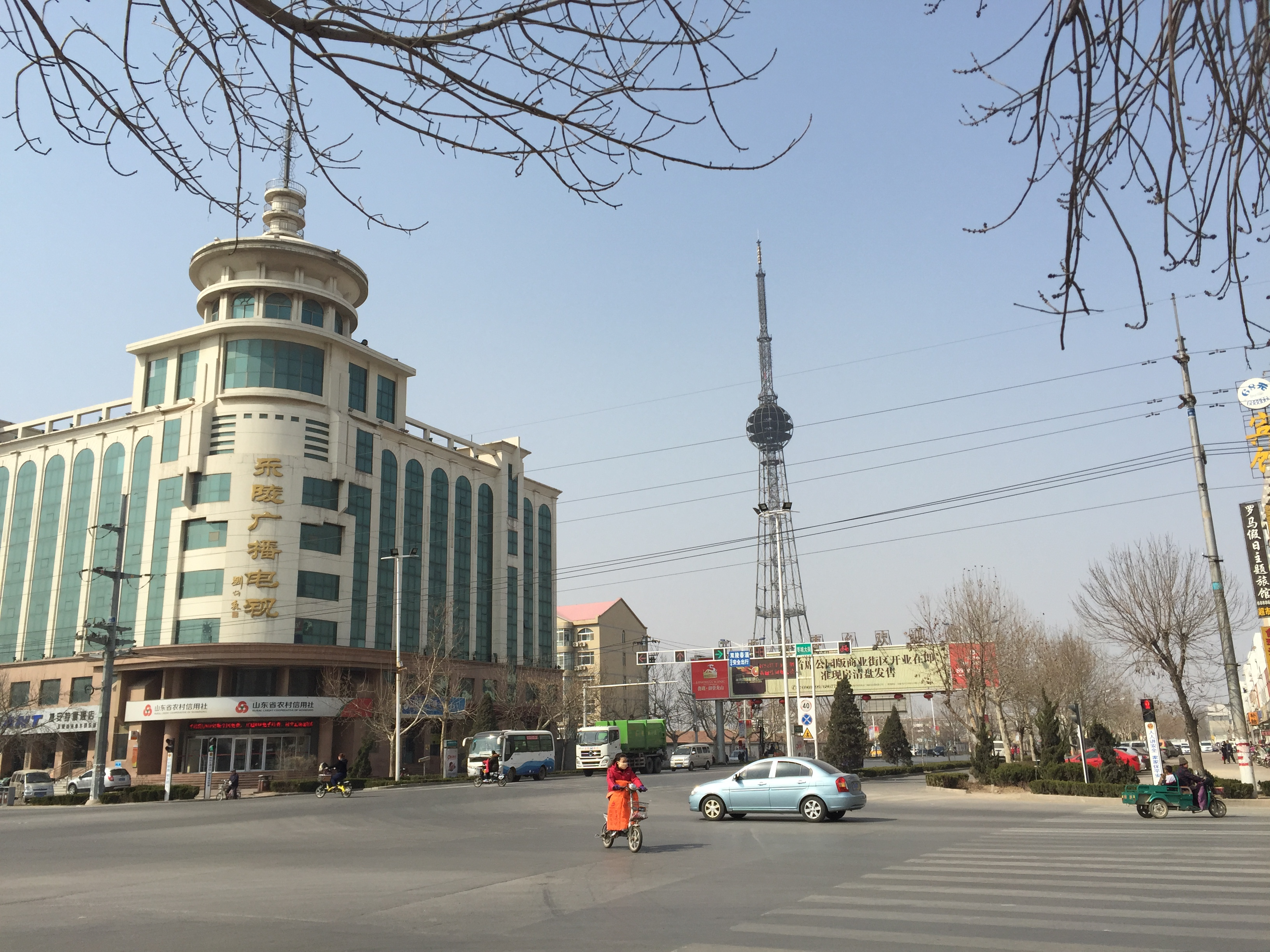
电视塔
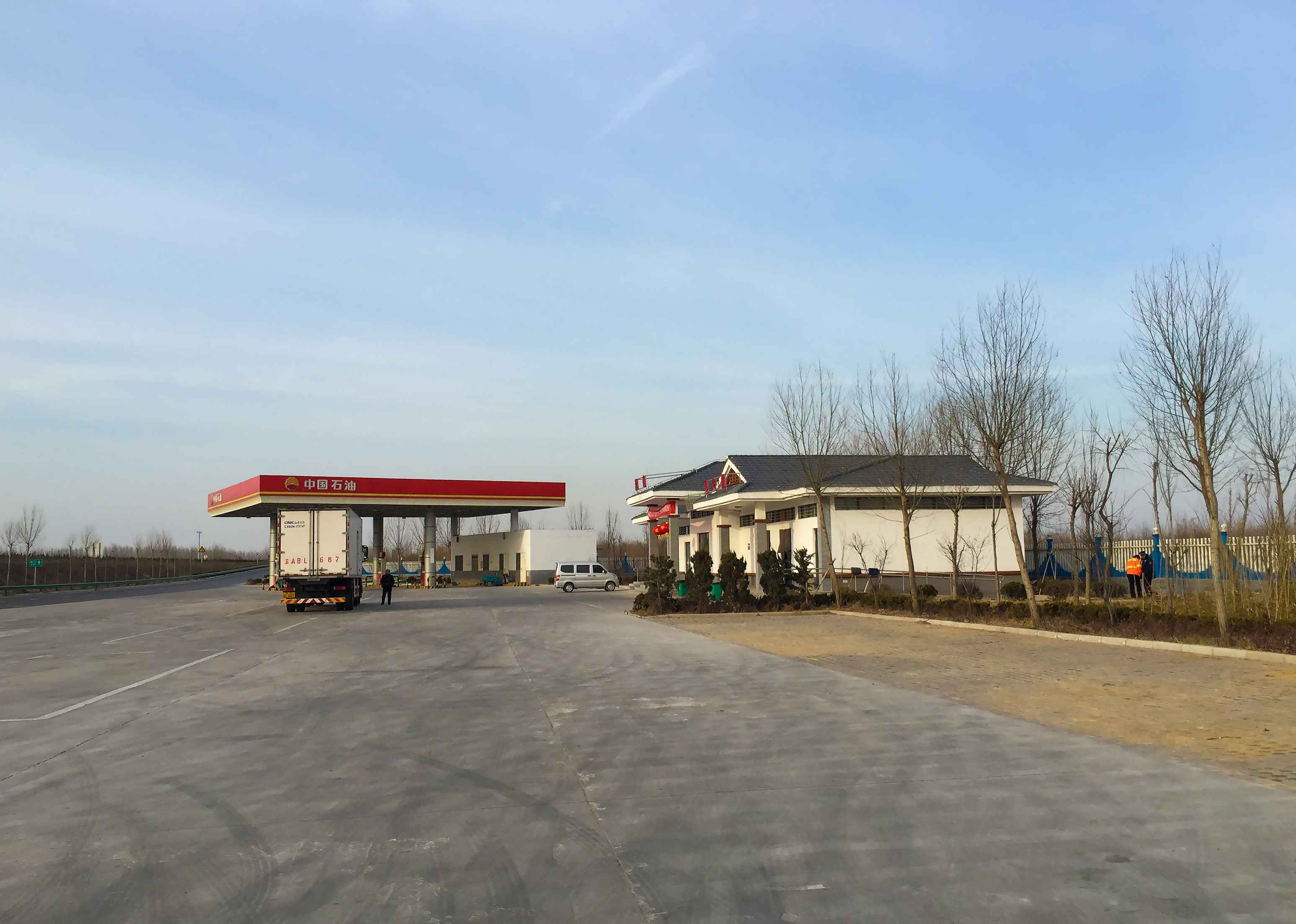
高速公路服务区
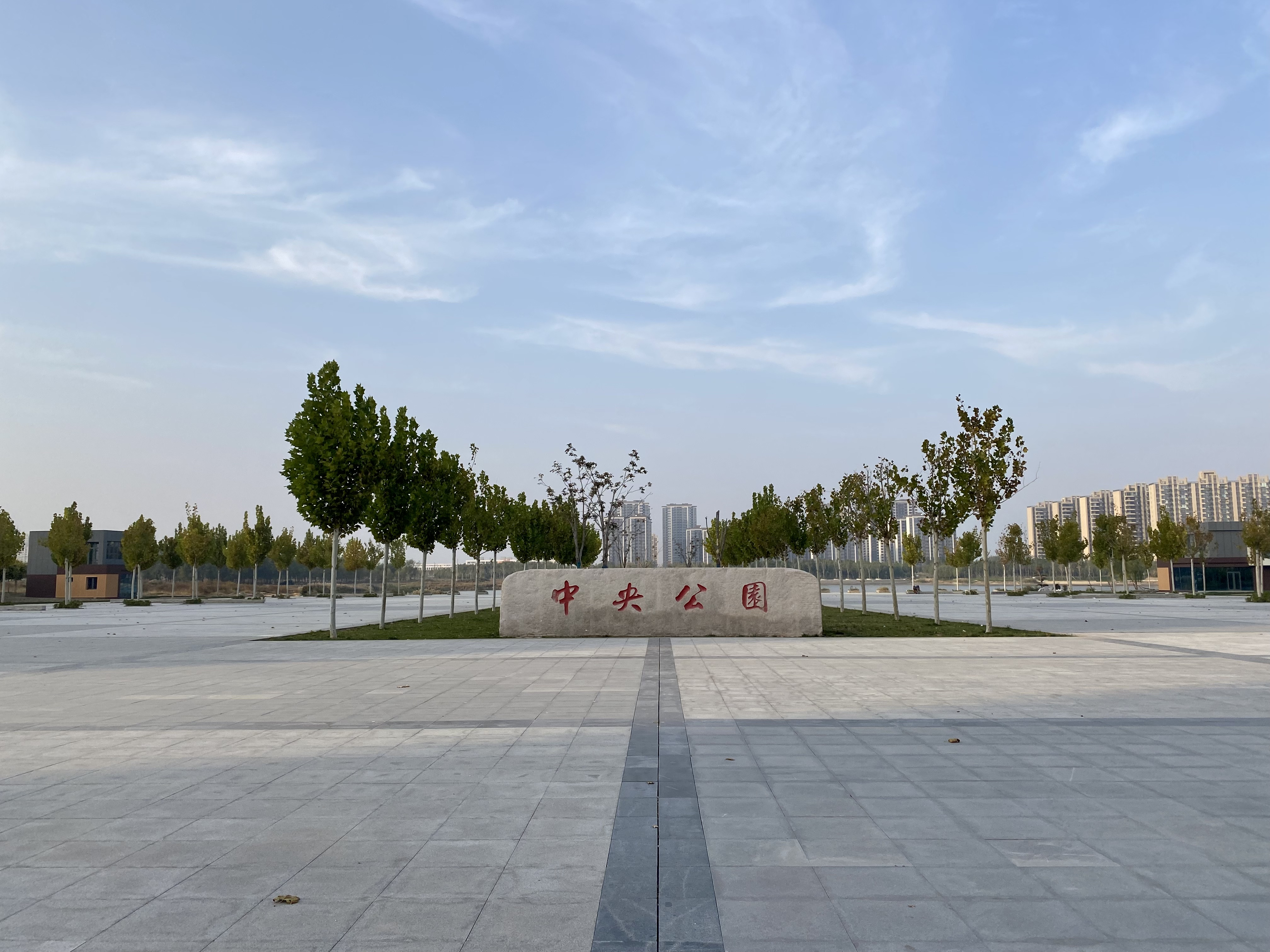
中央公园